# جان هيلير
جان هيلير (بالإنجليزية: Jean Hillier)‏ هي مخططة حضرية أسترالية وبريطانية، ولدت في 14 مايو 1953 في كنت في المملكة المتحدة.